# Matt Hookings
Matt Hookings (30 luglio 1990) è un attore britannico noto principalmente per il ruolo di Jem Belcher in Prizefighter.

## Biografia
Matt Hookings è nato il 30 luglio 1990 nel Galles.

### Carriera
Hookings ha iniziato la sua carriera di attore partecipando a diverse produzioni come Edge of Tomorrow - Senza domani, The Inbetweeners 2, Kingsman: Secret Service, The Grand Duke of Corsica e Alice attraverso lo specchio.
Nel 2022 è protagonista del film Prizefigther - La forza di un campione con Ray Winstone e Russell Crowe, basato sulla storia di Jem Belcher e la boxe del 1800.

## Doppiatori italiani
Nelle versioni in italiano dei suoi film, Matt Hookings è stato doppiato da:
- Alberto Franco in Prizefighter - La forza del campione

## Filmografia

### Cinema
- Kingsman: The Secret Service, regia di Matthew Vaughn (2014)
- Edge of Tomorrow - Senza domani, regia di Doug Liman (2014)
- Maleficent, regia di Robert Stromberg (2014)
- The Inbetweeners 2, regia di Damon Beesley (2014)
- Alice attraverso lo specchio regia di James Bobin (2016)
- Winter Ridge regia di Dom Lenoir (2018)
- The Grand Duke of Corsica regia di Daniel Graham (2021)[3]
- Prizefigther - La forza di un campione, regia di Daniel Graham (2022) [4]
- The Psychopath Life Coach, regia di Chris Hardman (2023)

### Cortometraggi
- God's Gift, regia di Aarrone Sangster (2013)
- The Birth of Boxing, regia di Kyle Bashford (2017)
- Empty Promises, regia di Rebecca Demeter (2017)